# Zhang Shu
Zhang Shu (chiń. 章曙; ur. 1925, zm. 1998) – chiński dyplomata. Ambasador Chińskiej Republiki Ludowej w Belgii od sierpnia 1983 do sierpnia 1985.
Następnie, od września 1985 do czerwca 1988 był ambasadorem w Japonii.